# Jacques Adrien Masreliez
Jacques Adrien Masreliez, född 17 maj 1717 i Grenoble, död 28 oktober 1806 i Jakob och Johannes församling, Stockholms stad, var en franskfödd svensk ornamentsbildhuggare.

## Biografi

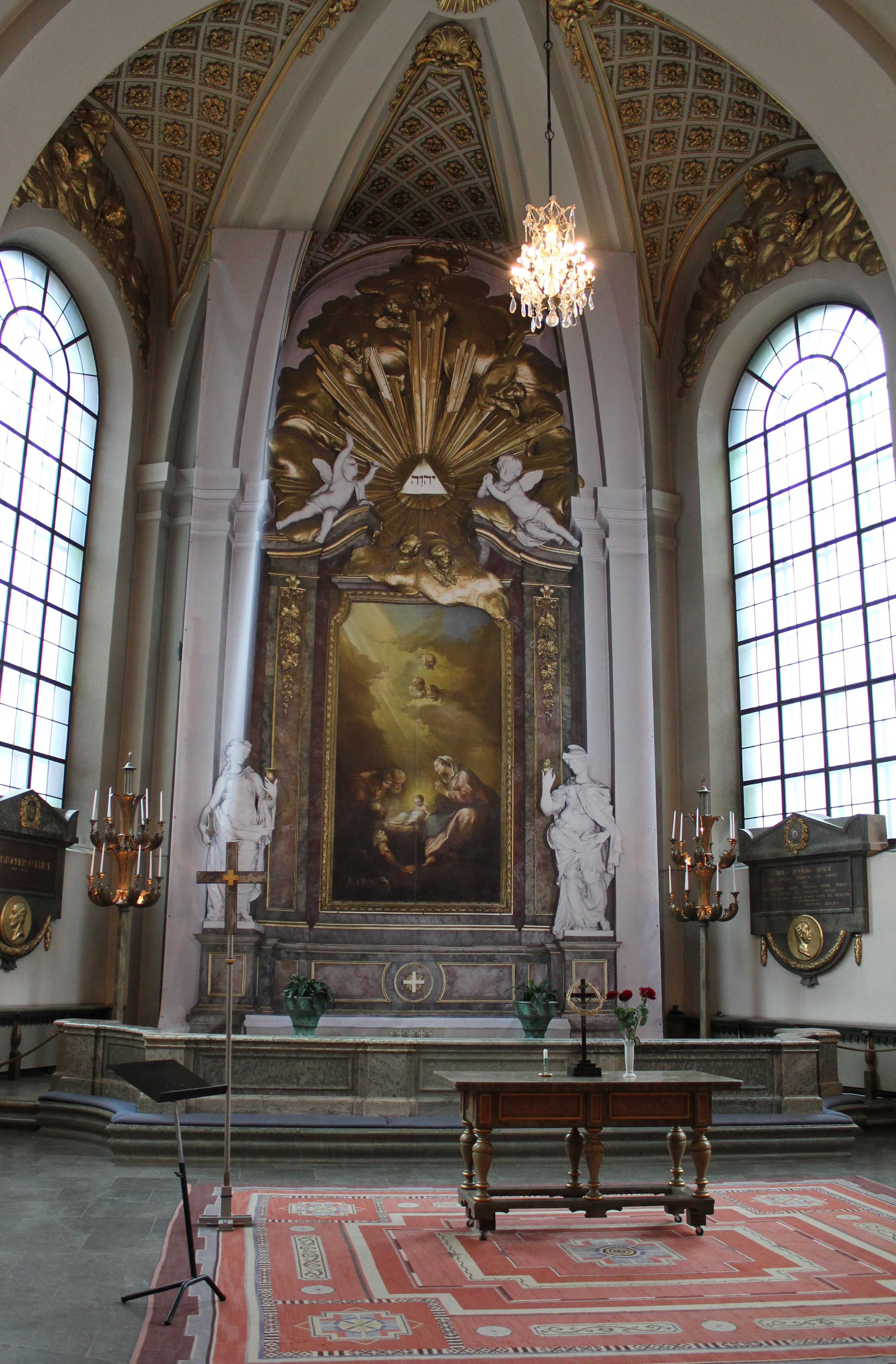
Jacques Adrien Masreliez skulpterade ornamenten runt altartavlan i Maria Magdalena kyrka i Stockholm. Altartavlan har som motiv Herdarnas tillbedjan och är ett verk av hans son konstnären Louis Masreliez, utförd omkring år 1800.

Jacques Adrien Masreliez rekryterades till Sverige från Frankrike för att medverka vid bygget av Stockholms slott. Han var även lärare i ornamentering vid Konstakademien och har ritat och förfärdigat änglafigurerna vid altaret i Göteborgs domkyrka.
Han var den förste i Sverige med namnet Masreliez och grundade således här denna släkt med skulptörer och andra konstnärer. Hans äldre son Jean Baptiste Masreliez blev också ornamentsbildhuggare. Hans yngre son Louis Masreliez blev en i unga år begåvad inredningsarkitekt.
Masreliez blev Sveriges främste rokokodekoratör och ledde intill 1776 inredningsarbetena på det kungliga slottet. På 1760-talet närmade han sig den gustavianska stilen. Han fick även stor betydelse som lärare för Sergel och för sina söner Louis och Jean Baptiste.  Masreliez är representerad vid bland annat Nationalmuseum i Stockholm.